# Meridiano 132 oeste
El meridiano 132 oeste de Greenwich es una línea de longitud que se extiende desde el Polo Norte atravesando el océano Ártico, América del Norte, el océano Pacífico, el océano Antártico y la Antártida hasta el Polo Sur.
El meridiano 132 oeste forma un gran círculo con el meridiano 48 este.
Comenzando en el Polo Norte y dirigiéndose hacia el Polo Sur, el meridiano 132 oeste pasa a través de:
| Coordenadas                         | País, territorio o mar | Notas |
| ----------------------------------- | ---------------------- | --- |
| 90°0′N 132°0′O / 90.000, -132.000   | Océano Ártico          | |
| 74°59′N 132°0′O / 74.983, -132.000  | Mar de Beaufort        | |
| 69°44′N 132°0′O / 69.733, -132.000  | Canadá                 | Territorios del Noroeste Yukón Columbia Británica                                                        |
| 56°51′N 132°0′O / 56.850, -132.000  | Estados Unidos         | Alaska - Alaska Panhandle (continental), Isla Wrangell, Deer Island y Cleveland Peninsula (contienental) |
| 55°30′N 132°0′O / 55.500, -132.000  | Estrecho Clarence      | |
| 55°16′N 132°0′O / 55.267, -132.000  | Estados Unidos         | Alaska - Isla del Príncipe de Gales                                                                      |
| 54°43′N 132°0′O / 54.717, -132.000  | Entrada Dixon          | |
| 54°2′N 132°0′O / 54.033, -132.000   | Canadá                 | Columbia Británica - Isla Graham e Isla Moresby                                                          |
| 52°40′N 132°0′O / 52.667, -132.000  | Océano Pacífico        | |
| 60°0′S 132°0′O / -60.000, -132.000  | Océano Antártico       | |
| 74°19′S 132°0′O / -74.317, -132.000 | Antártida              | Territorio no reclamado                                                                                  |